# Anopheles strodei
Anopheles strodei este o specie de țânțari din genul Anopheles, descrisă de Francis Metcalf Root în anul 1926. Conform Catalogue of Life specia Anopheles strodei nu are subspecii cunoscute.